# Bailleul-sur-Thérain

Bailleul-sur-Thérain este o comună în departamentul Oise, Franța. În 1 ianuarie 2022 avea o populație de 2.328 de locuitori.